# Zabara, Kalînivka
Zabara (în ucraineană Забара) este un sat în comuna Kirovka din raionul Kalînivka, regiunea Vinnița, Ucraina.

## Demografie
Componența lingvistică a localității Cervona Trîbunivka
     Ucraineană (98,48%)
     Rusă (1,02%)
Conform recensământului din 2001, majoritatea populației localității Cervona Trîbunivka era vorbitoare de ucraineană (98,48%), existând în minoritate și vorbitori de rusă (1,02%).